# Koenraad van Bourgondië
Koenraad van Bourgondië (922/925 - 19 oktober 993), bijg. de Vredelievende, was koning van Opper-Bourgondië.
In 937 overleed zijn vader Rudolf II van Bourgondië en Koenraad volgde hem op als koning van Opper-Bourgondië. De jonge Koenraad was zelf nog niet in staat om te regeren en zijn koninkrijk was feitelijk een protectoraat van keizer van het Oost-Frankische Rijk, Otto I de Grote, die het beschermde tegen Hugo van Arles, Koenraad leefde aan het hof van Otto. In 939 vielen zowel de Saracenen (via het Rhônedal) als de Hongaren Opper-Bourgondië binnen. De Bourgondiërs wisten de legers tegen elkaar uit te spelen, en vielen ze aan toen ze onderling in gevecht waren. Beide vreemde legers moesten zich toen met grote verliezen terugtrekken uit Bourgondië. Het is onbekend of Koenraad hier een rol heeft bij gespeeld. In 940 werd Koenraad daadwerkelijk koning maar erkende wel Otto als zijn heer, en behield zijn militaire bescherming. Vanaf 942 regeerde hij helemaal zelfstandig.
Koenraad nam in 946 deel aan Otto's campagne in West-Francië. In 948 erfde hij Neder-Bourgondië (de Provence) maar de lokale heren hielden daar een grote mate van zelfstandigheid. Hij ruilde in 960 bezittingen met Hartbert van Chur en kreeg zo gebieden in de Elzas in ruil voor gebieden ten oosten van de Rijn. Koenraad bemiddelde een verzoening tussen zijn zuster Adelheid (heilige) en haar zoon Otto II. In 975 werden de Saracenen door lokale heren definitief verdreven uit Fraxinetum, hun laatste steunpunt in Neder-Bourgondië. Koenraad was in 983 nog actief ten gunste van Otto III, in de onderhandelingen over diens verkiezing tot koning. Koenraad is begraven in de kerk van Saint-Maurice te Vienne.
Koenraad was een zoon van Rudolf II van Bourgondië en van Bertha van Zwaben. Koenraad was in zijn eerste huwelijk getrouwd met Adelaide van Bellay (935/40 - 23 maart 963/64). Zij kregen de volgende kinderen:
- Koenraad (ovl. na 10 augustus 966)
- Gisela (955/60 - 21 juli 1007), voor 972 gehuwd met hertog Hendrik II van Beieren. Na de val van haar man in 978 verbannen naar Merseburg. Ze wordt (ook in middeleeuwse bronnen) vaak verward met haar nicht Gisela van Zwaben.

Koenraad was in zijn tweede huwelijk gehuwd met Mathilde, dochter van Lodewijk IV van Frankrijk en Gerberga van Saksen. Zij kregen de volgende kinderen:
- Mathilde, getrouwd met een verder onbekende heer van Genève (stad)
- Bertha (964/65 - 16 januari na 1010), gehuwd met Odo I van Blois en daarna met Robert II van Frankrijk. Dat laatste huwelijk werd onder grote druk van de paus ontbonden wegens een te nauwe verwantschap.
- Gerberga (965-1018), gehuwd met Herman I van Werl en daarna met Herman II van Zwaben
- Rudolf III (ca. 970 - 6 september 1032), opvolger van zijn vader als koning.

Koenraad had een minnares Alduid, die later met de edelman Anselm zou trouwen. Zij hadden een zoon:
- Burchard (965/970 - 20 juni 1030/31), als kind al benoemd tot aartsbisschop van Lyon en later ook abt van de abdij van Sint-Mauritius.

## Voorouders
| Voorouders van Koenraad van Bourgondië | Voorouders van Koenraad van Bourgondië                                    | Voorouders van Koenraad van Bourgondië                                    | Voorouders van Koenraad van Bourgondië                                    | Voorouders van Koenraad van Bourgondië                                    |                                                                           |
| -------------------------------------- | ------------------------------------------------------------------------- | ------------------------------------------------------------------------- | ------------------------------------------------------------------------- | ------------------------------------------------------------------------- | ------------------------------------------------------------------------- |
| Overgrootouders                        | Koenraad II van Auxerre (835-876) ∞ Waldrada (-)                          | Boso (844-887) ∞ ? (-)                                                    | Burchard I van Zwaben (855-911) ∞ Liutgard van Saksen (845-885)           | Everhard I van Zürichgouw (-) ∞ ? (-)                                     |                                                                           |
| Grootouders                            | Rudolf I van Bourgondië (855-912) ∞ 888 Willa (865-voor 924)              | Rudolf I van Bourgondië (855-912) ∞ 888 Willa (865-voor 924)              | Burchard II van Zwaben (883-926) ∞ Regelinda (-958)                       | Burchard II van Zwaben (883-926) ∞ Regelinda (-958)                       |                                                                           |
| Ouders                                 | Rudolf II van Bourgondië (890-937) ∞ 922 Bertha van Zwaben (907-voor 966) | Rudolf II van Bourgondië (890-937) ∞ 922 Bertha van Zwaben (907-voor 966) | Rudolf II van Bourgondië (890-937) ∞ 922 Bertha van Zwaben (907-voor 966) | Rudolf II van Bourgondië (890-937) ∞ 922 Bertha van Zwaben (907-voor 966) | Rudolf II van Bourgondië (890-937) ∞ 922 Bertha van Zwaben (907-voor 966) |